# 酔うと化け物になる父がつらい
『酔うと化け物になる父がつらい』（ようとばけものになるちちがつらい）は、菊池真理子による日本の漫画。2017年4月18日から9月5日まで秋田書店のWEB漫画配信サイト『チャンピオンクロス』に掲載された。
原作者である菊池の実体験が基になっており、毎晩のように酒に溺れて帰ってくる父の姿を見ていくうちに「家族の崩壊」が始まり、心が壊れそうになっていってもどこかで未来を見つけていこうとする姿が描かれている。
2020年に松本穂香と渋川清彦主演で映画が公開された。

## 登場人物
田所 サキ

田所 トシフミ

田所 フミ

ジュン

白石

發田

中谷

木下

田所 サエコ

## 書誌情報
- 菊池真理子『酔うと化け物になる父がつらい』 秋田書店、全1巻
  1. 2017年9月15日発売、ISBN 978-4-253-10693-1

## 映画
2020年3月6日に公開。監督は片桐健滋、主演は松本穂香と渋川清彦。

### キャスト
- 田所サキ：松本穂香（幼少期：白鳥玉季[6]）
- 田所トシフミ：渋川清彦
- 田所フミ：今泉佑唯[7]
- ジュン：恒松祐里[5]
- 中村聡：濱正悟[5]
- 「スナック幸子」のママ：安藤玉恵
- 白石：宇野祥平
- 發田：森下能幸
- 中谷：星田英利
- 食堂の店員：オダギリジョー
- 木下：浜野謙太[5]
- 田所サエコ：ともさかりえ[8]

### スタッフ
- 原作：菊池真理子『酔うと化け物になる父がつらい』（秋田書店刊）
- 監督：片桐健滋
- 脚本：久馬歩、片桐健滋
- 音楽：Soma Genda
- 主題歌：GOOD ON THE REEL「背中合わせ」（lawl records）[9]
- 挿入歌：GOOD ON THE REEL「禁断の果実」（lawl records）
- 製作：藤原寛、松本圭司、楮本昌裕、樋口茂、岡本東郎、小西啓介
- エグゼクティブプロデューサー：坂本直彦
- スーパーバイザー：黒井和男、古賀俊輔
- チーフプロデューサー：高畑正和、丸山博雄、中村和宏
- プロデューサー：里吉優也、村島亘、尹楊会
- 音楽プロデューサー：田井モトヨシ
- 宣伝プロデューサー：岡部拓史、上浦侑奈
- 撮影：一坪悠介
- 照明：浜田研一
- 録音：柳屋文彦
- 装飾：櫻井啓介
- 編集：伊藤伸行
- イラスト：瀬沢伸子
- VFXスーパーバイザー：吹谷健、外塚勇己
- 衣装デザイン：小川久美子
- ヘアメイク：永江三千子
- 助監督：松尾崇
- 制作担当：奥泰典
- 配給：ファントム・フィルム
- 制作プロダクション：CREDEUS
- 制作：毎日放送、よしもとクリエイティブ・エージェンシー
- 製作：映画「酔うと化け物になる父がつらい」製作委員会（吉本興業、毎日放送、ユニバーサル ミュージック、秋田書店、VAP、ファントム・フィルム）